# Ondi Timoner
Ondi Timoner (Miami, 6 dicembre 1972) è una regista e produttrice cinematografica statunitense.

## Biografia
Ondi Timoner ha raggiunto popolarità con il documentario Dig!, di cui è stata regista e produttrice, che ha vinto il Gran premio della giuria: U.S. Documentary al Sundance Film Festival nel 2004. Nel 2009 ha ricevuto nuovamente il riconoscimento grazie a We Live in Public, documentario che ha visto la partecipazione di John Harris, rendendo Timoner l'unica persona ad averlo vinto due volte. Negli anni 2010 ha consolidato la sua carriera girando, tra gli altri, i documentari Cool It, Brand: A Second Coming e Mapplethorpe, basati rispettivamente sulle vite di Bjørn Lomborg, Russell Brand e Robert Mapplethorpe.

## Filmografia

### Regista
- The Nature of the Beast - film TV (1994)
- Sound Affects - film TV (2000)
- Switched! - serie TV (2003)
- Dig! (2004)
- Join Us (2007)
- We Live in Public (2009)
- Cool It (2010)
- Brand: A Second Coming (2015)
- Jungletown - serie TV (2017)
- Mapplethorpe (2018)

### Produttrice
- The Nature of the Beast - film TV (1994)
- Sound Affects - film TV (2000)
- Dig! (2004)
- Join Us (2007)
- We Live in Public (2009)
- Cool It (2010)
- B.Y.O.D.: Bring Your Own Doc - serie TV (2011)
- Brand: A Second Coming (2015)
- The University (2016)
- Jungletown - serie TV (2017)
- Mapplethorpe (2018)